# Chicago 16
Chicago 16 è un album della band rock statunitense Chicago, pubblicato nel 1982. Contiene uno dei brano di maggior successo della band, dal titolo Hard to Say I'm Sorry.

## Tracce
1. What You're Missing (Jay Gruska/Joseph Williams) – 4:10
2. Waiting for You to Decide (David Foster/Steve Lukather/ David Paich) – 4:06
3. Bad Advice (Peter Cetera/David Foster/James Pankow) – 2:58
4. Chains (Ian Thomas) – 3:22
5. Hard to Say I'm Sorry/Get Away (Peter Cetera/David Foster/Robert Lamm) – 5:06
6. Follow Me (David Foster/James Pankow) – 4:53
7. Sonny Think Twice (Bill Champlin/Danny Seraphine) – 4:01
8. What Can I Say (David Foster/James Pankow) – 3:49
9. Rescue You (Peter Cetera/David Foster) – 3:57
10. Love Me Tomorrow (Peter Cetera/David Foster) – 5:06
11. Daddy's Favorite Fool (Bill Champlin) - 3:52

## Formazione
- Peter Cetera - basso, chitarra, voce
- Bill Champlin - piano, tastiera, chitarra
- Robert Lamm - piano, tastiera, percussioni, voce
- Lee Loughnane - tromba, flicorno, corno, percussioni, voce
- James Pankow - trombone, percussioni, voce
- Walter Parazaider - sassofono, flauto, clarinetto
- Danny Seraphine - batteria, percussioni
- David Foster - tastiera
- Chris Pinnick - chitarra
- Steve Lukather - chitarra
- Michael Landau - chitarra
- David Paich - tastiera
- Steve Porcaro - programming
- Dave Richardson - testi in "What Can I Say"